# Premio Imperiale
Il Premio Imperiale (o Praemium Imperiale, per esteso Premio mondiale per la cultura in memoria di Sua Altezza Imperiale il principe Takamatsu (高松宮殿下記念世界文化賞?, Takamatsu no miya denka kinen sekai bunka-shō)) è un premio giapponese consegnato annualmente dalla Japan Art Association a esponenti del mondo dell'arte di tutto il mondo. Conta cinque categorie: pittura, scultura, architettura, musica, e film/teatro.
Per l'importanza dell'evento è considerato il premio Nobel nel campo artistico (la proclamazione avviene in contemporanea a Tokyo, New York, Roma, Berlino, Londra e Parigi). La giuria è costituita da Jean-Pierre Raffarin, Lamberto Dini, Hillary Clinton, Chris Patten e Klaus-Dieter Lehmann. Consiglieri onorari sono stati Jacques Chirac, David Rockefeller, Helmut Schmidt e Richard von Weizsäcker.
Il premio, consistente in 15 milioni di yen (circa 115 273 € al 29/07/2021), una medaglia e un diploma, viene assegnato in memoria del principe Takamatsu (1905-1987), fratello minore dell'imperatore Shōwa che regnò dal 1926 al 1989. A consegnare i Premi è il principe Hitachi, secondogenito dell'imperatore Shõwa.
Il premio viene regolarmente assegnato dal 1989, nel mese di ottobre, ed è patrocinato dalla casa imperiale giapponese.

## Vincitori
| Anno | Pittura                           | Scultura              | Architettura                   | Musica                   | Film/Teatro               |
| ---- | --------------------------------- | --------------------- | ------------------------------ | ------------------------ | ------------------------- |
| 2025 | Peter Doig                        | Marina Abramovic /    | Eduardo Souto de Moura         | Andràs Schiff /          | Anne Teresa De Keesmaeker |
| 2024 | Sophie Calle                      | Doris Salcedo         | Shigeru Ban                    | Maria João Pires         | Ang Lee                   |
| 2023 | Vija Celmins                      | Ólafur Elíasson /     | Diébédo Francis Kéré /         | Wynton Marsalis          | Robert Wilson             |
| 2022 | Giulio Paolini                    | Ai Weiwei             | Kazuyo Sejima e Ryūe Nishizawa | Krystian Zimerman        | Wim Wenders               |
| 2021 | Sebastião Salgado                 | James Turrell         | Glenn Murcutt                  | Yo-Yo Ma                 | Nessun vincitore          |
| 2020 | Non concesso                      | Non concesso          | Non concesso                   | Non concesso             | Non concesso              |
| 2019 | William Kentridge                 | Mona Hatoum           | Tod Williams e Billie Tsien    | Anne-Sophie Mutter       | Bando Tamasaburo          |
| 2018 | Pierre Alechinsky                 | Fujiko Nakaya         | Christian de Portzamparc       | Riccardo Muti            | Catherine Denevue         |
| 2017 | Shirin Neshat                     | El Anatsui            | Rafael Moneo                   | Youssou N'Dour           | Mikhail Barishnikov /     |
| 2016 | Cindy Sherman                     | Annette Messager      | Paulo Mendes da Rocha          | Gidon Kremer             | Martin Scorsese           |
| 2015 | Tadanori Yokoo                    | Wolfgang Laib         | Dominique Perrault             | Mitsuko Uchida           | Sylvie Guillem            |
| 2014 | Martial Raysse                    | Giuseppe Penone       | Steven Holl                    | Arvo Pärt                | Athol Fugard              |
| 2013 | Michelangelo Pistoletto           | Antony Gormley        | David Chipperfield             | Plácido Domingo          | Francis Ford Coppola      |
| 2012 | Cai Guoqiang                      | Cecco Bonanotte       | Henning Larsen                 | Philip Glass             | Yoko Morishita            |
| 2011 | Bill Viola                        | Anish Kapoor          | Ricardo Legorreta Vilchis      | Seiji Ozawa              | Judi Dench                |
| 2010 | Enrico Castellani                 | Rebecca Horn          | Toyo Ito                       | Maurizio Pollini         | Sophia Loren              |
| 2009 | Hiroshi Sugimoto                  | Richard Long          | Zaha Hadid /                   | Alfred Brendel           | Tom Stoppard              |
| 2008 | Richard Hamilton                  | Ilya e Emilia Kabakov | Peter Zumthor                  | Zubin Mehta              | Sakata Tōjūrō             |
| 2007 | Daniel Buren                      | Tony Cragg            | Herzog & de Meuron             | Daniel Barenboim         | Ellen Stewart             |
| 2006 | Yayoi Kusama                      | Christian Boltanski   | Frei Otto                      | Steve Reich              | Maja Plissezkaja          |
| 2005 | Robert Ryman                      | Issey Miyake          | Yoshio Taniguchi               | Martha Argerich /        | Merce Cunningham          |
| 2004 | Georg Baselitz                    | Bruce Nauman          | Oscar Niemeyer                 | Krzysztof Penderecki     | Abbas Kiarostami          |
| 2003 | Bridget Riley                     | Mario Merz            | Rem Koolhaas                   | Claudio Abbado           | Ken Loach                 |
| 2002 | Sigmar Polke                      | Giuliano Vangi        | Norman Foster                  | Dietrich Fischer-Dieskau | Jean-Luc Godard           |
| 2001 | Lee Ufan                          | Marta Pan             | Jean Nouvel                    | Ornette Coleman          | Arthur Miller             |
| 2000 | Ellsworth Kelly                   | Niki de Saint Phalle  | Richard Rogers                 | Hans Werner Henze        | Stephen Sondheim          |
| 1999 | Anselm Kiefer                     | Louise Bourgeois      | Fumihiko Maki                  | Oscar Peterson           | Pina Bausch               |
| 1998 | Robert Rauschenberg               | Dani Karavan          | Álvaro Siza                    | Sofija Gubajdulina       | Richard Attenborough      |
| 1997 | Gerhard Richter                   | George Segal          | Richard Meier                  | Ravi Shankar             | Peter Brook               |
| 1996 | Cy Twombly                        | César                 | Tadao Andō                     | Luciano Berio            | Andrzej Wajda             |
| 1995 | Roberto Matta                     | Christo               | Renzo Piano                    | Andrew Lloyd Webber      | Nakamura Utaemon VI       |
| 1994 | Zao Wou-Ki /                      | Richard Serra         | Charles Correa                 | Henri Dutilleux          | John Gielgud              |
| 1993 | Jasper Johns                      | Max Bill              | Kenzō Tange                    | Mstislav Rostropovič /   | Maurice Béjart            |
| 1992 | Pierre Soulages                   | Anthony Caro          | Frank Gehry /                  | Al'fred Garrievič Šnitke | Akira Kurosawa            |
| 1991 | Balthus                           | Eduardo Chillida      | Gae Aulenti                    | György Ligeti /          | Ingmar Bergman            |
| 1990 | Antoni Tàpies                     | Arnaldo Pomodoro      | James Frazer Stirling          | Leonard Bernstein        | Federico Fellini          |
| 1989 | Willem de Kooning e David Hockney | Umberto Mastroianni   | Ieoh Ming Pei /                | Pierre Boulez            | Marcel Carné              |

## Statistiche

### Vincitori per paese
Vengono considerate le cittadinanze dei vincitori
- PITTURA

| Nazione       | Numero di premi |
| ------------- | --------------- |
| Stati Uniti   | 9               |
| Francia       | 4               |
| Germania      | 4               |
| Regno Unito   | 4               |
| Italia        | 3               |
| Giappone      | 3               |
| Cina          | 2               |
| Spagna        | 1               |
| Belgio        | 1               |
| Sudafrica     | 1               |
| Corea del Sud | 1               |
| Brasile       | 1               |
| Cile          | 1               |
| Iran          | 1               |

- SCULTURA

| Nazione     | Numero di premi |
| ----------- | --------------- |
| Italia      | 6               |
| Francia     | 6               |
| Stati Uniti | 5               |
| Regno Unito | 4               |
| Giappone    | 2               |
| Germania    | 2               |
| Ucraina     | 2               |
| Spagna      | 1               |
| Ghana       | 1               |
| Svizzera    | 1               |
| Cina        | 1               |
| India       | 1               |
| Israele     | 1               |
| Libano      | 1               |
| Danimarca   | 1               |
| Colombia    | 1               |
| Serbia      | 1               |

- ARCHITETTURA

| Nazione      | Numero di premi |
| ------------ | --------------- |
| Giappone     | 8               |
| Stati Uniti  | 4               |
| Regno Unito  | 4               |
| Francia      | 3               |
| Svizzera     | 3               |
| Italia       | 2               |
| Brasile      | 2               |
| Portogallo   | 2               |
| Cina         | 1               |
| Australia    | 1               |
| India        | 1               |
| Germania     | 1               |
| Iraq         | 1               |
| Messico      | 1               |
| Spagna       | 1               |
| Canada       | 1               |
| Paesi Bassi  | 1               |
| Danimarca    | 1               |
| Burkina Faso | 1               |

- MUSICA

| Nazione          | Numero di premi |
| ---------------- | --------------- |
| Stati Uniti      | 5               |
| Italia           | 4               |
| Germania         | 3               |
| Francia          | 2               |
| Giappone         | 2               |
| Argentina        | 2               |
| Russia           | 2               |
| India            | 2               |
| Polonia          | 2               |
| Ungheria         | 2               |
| Senegal          | 1               |
| Unione Sovietica | 1               |
| Estonia          | 1               |
| Lettonia         | 1               |
| Regno Unito      | 1               |
| Spagna           | 1               |
| Canada           | 1               |
| Austria          | 1               |
| Portogallo       | 1               |

- FILM/TEATRO

| Nazione          | Numero di premi |
| ---------------- | --------------- |
| Stati Uniti      | 7               |
| Regno Unito      | 6               |
| Francia          | 5               |
| Giappone         | 5               |
| Italia           | 2               |
| Germania         | 2               |
| Unione Sovietica | 2               |
| Belgio           | 1               |
| Iran             | 1               |
| Polonia          | 1               |
| Sudafrica        | 1               |
| Svezia           | 1               |
| Taiwan           | 1               |

- GENERALE

| Nazione          | Numero di premi |
| ---------------- | --------------- |
| Stati Uniti      | 30              |
| Francia          | 20              |
| Giappone         | 20              |
| Regno Unito      | 19              |
| Italia           | 17              |
| Germania         | 12              |
| Cina             | 4               |
| India            | 4               |
| Spagna           | 4               |
| Svizzera         | 4               |
| Polonia          | 3               |
| Portogallo       | 3               |
| Unione Sovietica | 3               |
| Argentina        | 2               |
| Belgio           | 2               |
| Canada           | 2               |
| Danimarca        | 2               |
| Iran             | 2               |
| Russia           | 2               |
| Sudafrica        | 2               |
| Ucraina          | 2               |
| Ungheria         | 2               |
| Australia        | 1               |
| Austria          | 1               |
| Burkina Faso     | 1               |
| Cile             | 1               |
| Colombia         | 1               |
| Corea del Sud    | 1               |
| Estonia          | 1               |
| Ghana            | 1               |
| Iraq             | 1               |
| Israele          | 1               |
| Lettonia         | 1               |
| Libano           | 1               |
| Messico          | 1               |
| Paesi Bassi      | 1               |
| Senegal          | 1               |
| Serbia           | 1               |
| Svezia           | 1               |
| Taiwan           | 1               |

### Numero di vincitori per genere
| Genere | Numero di premi |
| ------ | --------------- |
| Uomini | 149             |
| Donne  | 34              |